# 機靈駿馬

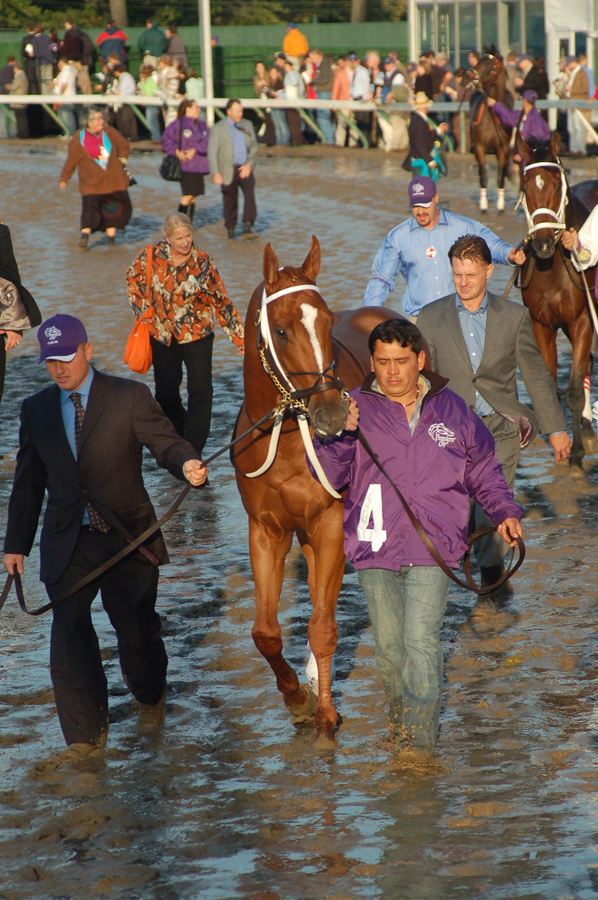
機靈駿馬在育馬者盃經典大賽亮相。

機靈駿馬（英語：Curlin，2005年3月24日出生）是美國純種競賽馬匹，為雄性。曾贏得2007年育馬者盃經典大賽及2008年杜拜世界盃得主。牠也是2007年美國馬王。
父系為Smart Strike，母系為Sherriff's Deputy，外祖父是Deputy Minister，馬主是Midnight Cry Stables及Stonestreet牧場。目前總獎金達8,807,800美元。此馬的命名其中一名擁有者Shirley Cunningham, Jr是南北戰爭時代的黑人奴隸Charles Curlin的後代。練馬師是艾蒙信。

## 競賽生涯

### 3歲
機靈駿馬在兩歲的時候，並未參加任何賽事。直到2007年2月24日，牠在Gulfstream Park馬場一場泥地7化郎的處女馬賽事上陣，並以12 3/4個馬位大勝其他對手。此駒後來被Stonestreet牧場擁有人Jess Jackson以及其他合夥人被收購。
在收購後，牠轉往Oaklawn公園出賽，首先贏得叛變錦標，然後贏得阿肯色州打吡。跟著機靈駿馬轉戰美國三冠大賽的第一關 - 肯塔基打吡，牠敗於Street Sence和Hard Spun腳下奪得季軍。之後在次關必利時錦標中，以短馬頭位反勝Street Sense，奪得首場一級賽勝利，更以1:53.46的時間，追近1985年的比賽記錄。
在美國三冠馬王的最後一關 - 貝蒙錦標，牠僅負於Rags to Riches之下。然後轉戰Haskell Invitational得第三，接著在一級賽賽馬會金盃中順利勝出。
之後牠出戰在萬滿園馬場舉行的育馬者盃經典大賽，以4 3/4個馬位擊敗亞軍的緊密穿梭(Hard Spun)，時間是2:00.59，這記錄僅次於1962年Carry Back所造出的2:00.40.。

### 4歲
機靈駿馬的練馬師和馬主，決定安排牠參與杜拜世界盃，為熟習跑道，此駒被安排在參戰2月4日詩栢馬場一場美州豹錦標讓賽泥地2000米熱身，縱使比賽時負磅達60公斤，較其他馬匹多負5至6公斤，但仍以2:00.60的時間勝出賽事，抱離亞軍兩個多馬位。其後的杜拜世界盃，被多家外圍賭博多司捧成大熱門。在起步後，一直守住較前位置，直路上拋離其他馬匹，最後以7個多馬位擊敗亞軍亞洲小子更造出2:00.15的時間，僅次於2000年的杜拜千禧及2007年的攻擊手。
而牠在勝出杜拜世界杯後，此駒的國際評分上升至130分，並成為了最球最高評分的競賽馬，其榜首位置直到現時為止都未被取代。
6月出戰Stephen Foster讓賽輕鬆取勝後。練馬師和馬主決定以凱旋門大賽為目標，讓牠出戰草地賽事，第一戰是鬥士錦標（1 3/8哩），結果不敵紅石駒之後屈居亞軍。
之後出戰泥地賽事活華錦標，取得了勝利，並取消出征凱旋門大賽的計劃，在下一場賽事賽馬會金盃，以輕鬆姿態勝出，成為北美馬匹史上最高獎金馬長，此外牠的總獎金超過1000萬美元。
10月25日出戰聖雅塔尼馬場育馬者盃經典大賽，成為比賽大熱門，雖然在最後直路帶先，但是沒有明顯優勢，結果三甲不保，以第四名完成賽事。

## 配種
機靈駿馬在2009年配種，首批子嗣中，憑奇謀宮贏出貝蒙錦標，取得配種後首場一級賽勝利。

## 外部連結
- 機靈駿馬血統表 （页面存档备份，存于）
- NTRA賽績資料